# République partisane d'Alba
Ne doit pas être confondu avec République d'Alba.
10 octobre 1944 – 2 novembre 1944
Entités précédentes :
- République sociale italienne

Entités suivantes :
- République sociale italienne

La République partisane d'Alba est une éphémère république partisane italienne qui a existé du 10 octobre 1944 au 2 novembre 1944 dans la ville d'Alba, dans la province de Coni, au Piémont, dans le nord de l'Italie, en tant que résistance locale face au fascisme italien durant la Seconde Guerre mondiale. Elle a été nommée d'après la République d'Alba créée par Napoléon Ier, qui dura de 1796 à 1801 dans le Piémont.

## Source de la traduction
- (en) Cet article est partiellement ou en totalité issu de l’article de Wikipédia en anglais intitulé « Republic of Alba (1944) » (voir la liste des auteurs).